# 绿超级药妆店
绿超级药妆店東證Prime：3148（日文：英語：）是日本连锁药妆店、在东京证券交易所Prime上市的公司。其名称中的「SD」是Super DrugStore的缩写。

## 历史
- 1975年4月 - 神奈川县横滨市绿区（今青叶区）於「绿药房」開業。
- 1983年5月 - 有限会社绿药妆店設立。
- 1990年 - 成立株式会社绿超级药妆店。
- 2004年2月 - JASDAQ首次公开募股。
- 2005年12月 - 東京證券交易所第二部上市。
- 2007年5月 - 東京證券交易所第一部上市。